# The Last Temptation of Homer
"The Last Temptation of Homer" är avsnitt nio från säsong 5 av Simpsons. Avsnittet sändes på Fox i USA den 9 december 1993. I avsnittet anställs en kvinna vid Springfields kärnkraftverk, Mindy Simmons. Det visar sig att Mindy har samma intressen som Homer. Marge har samtidigt fått en förkylning och Homer blir frestad av Mindy. Bart blir mobbad i skolan för de behandlingar läkarna givit honom. Avsnittet skrevs av Frank Mula och regisserades av Carlos Baeza efter en idé av David Mirkin. Avsnittet gav inte lika mycket skratt som vanligt under produktionen, så de var oroliga om avsnittet skulle bli lyckat. Michelle Pfeiffer gästskådespelar i avsnittet som Mindy, hennes presentation har hyllats av recensenter. Avsnittet innehåller flera kulturella referenser, bland annat till Trollkarlen från Oz, Livet är underbart och En julsaga. Avsnittet fick en Nielsen ratings på 12.7 och var det mest sedda på Fox under vecka det sändes. Andra gästskådespelare är Marcia Wallace som Edna Krabappel, Phil Hartman som Lionel Hutz och Werner Klemperer som överste Klink.

## Handling
Efter att Homer och hans medarbetare precis lyckas fly från ett giftigt gasutsläpp på kärnkraftverket besöker Homers kollega Charlie Mr. Burns, och ber honom sätta upp en riktig nödutgång. Mr. Burns avfärdar kritiken och skickar iväg honom till Indien. Burns anställer en ersättare för Charlie, men det dröjer inte länge innan han får myndigheterna på sig för att ha anställt en illegal invandrare. För att slippa tvingas stänga kraftverket måste han anställa en kvinna på kraftverket. Den som får jobbet är Mindy Simmons, och Homer får känslor för henne. Men Homer älskar Marge, så han pratar om Mindy med Barney som råder honom att prata med henne eftersom de då kommer upptäcka att de inte har något gemensamt. Det visar sig däremot att de ha flera saker gemensamt. Marge har fått en förkylning vilket gör att Homer inte känner samma för henne längre.
Bart skickas till en ögonspecialist efter att det upptäcks att han har dålig syn. Det visar sig att Bart fått temporärt "lat öga" och måste ha glasögon i två veckor. Han får också behandling mot torr hårbotten, halsrodnad och benen. Dessa förändringar får skolans mobbare att börja reta honom. Skolans nördar börjar anse att han är en av dem. Efter att behandlingen är avslutad försöker Bart återgå till sitt gamla liv men mobbarna fortsätter slå honom.
Homer försöker undvika Mindy, men misslyckas, och de båda ska på en jobbresa till Capital City. På resan representerar de jobbet på energimässan där de kröns till mässans kung och drottning, priset är en romantisk middag för två. På restaurangen får Homer en lyckokaka som får honom att tro att han kommer lämna Marge för Mindy. På hotellet är Homer förkrossad då han sitter bredvid Mindy. Hon vill veta varför, och får reda på att han är rädd för att lämna Marge och bli ihop med henne. Mindy säger åt Homer att lyckokakan inte kan bestämma vem han ska umgås med, utan det är han själv. Homer bestämmer sig för att ringa Marge som kommer över till hotellet där de två börjar umgås tillsammans i sängen.

## Produktion
Avsnittet skrevs av Frank Mula och regisserades av Carlos Baeza. Idén kom från David Mirkin som ville göra ett avsnitt där Homer fick känslor för en annan kvinna, i motsats till "Colonel Homer" där Homer inte fick samma känslor som kvinnan. Avsnittet gav inte lika många skratt efter animationen och produktionen blev oroliga om tittarna skulle gilla avsnittet.
 Animatörerna ville göra så att det såg ut som om Mindy flörtade i flera scener. Mirkin gillade inte det då han ville att det skulle visa sig att de båda oväntat fick känslor för varandra. Han ville inte ha en fysisk relation utan bara mental. Michelle Pfeiffer gästskådespelar som Mindy Simmons. Hon spelade in sina repliker med författarna i West Los Angeles. Mirkin regisserade Pfeiffer. Pfeiffer var nervös eftersom hon aldrig hade gjort röst till en animerad rollfigur tidigare. Silverman bad Pfeiffer att inte låta för flörtig utan mer normalt. Då Mindy dreglar i avsnittet stoppade man broccoli och vatten i hennes mun. Mirkin behövde ge minst instruktioner under den sista scenen då hon kunde den scenen bra utan hjälp. När Homer ringer äktenskapsrådgivningen och slår sig medvetslös i telefonkiosken visar det sig att hans skyddsängel är överste Klink. Werner Klemperer gjorde hans rollfigur. Klemperer spelade honom fram till 1971 och hade glömt hur han lät. Mirkin fick då berätta för honom hur figuren pratade.. Andra gästskådespelare är Marcia Wallace som Edna Krabappel och Phil Hartman som Lionel Hutz.

## Kulturella referenser
När Homer möter Mindy ser han henne som Venus i Venus födelse.  Då Homer och Mindy beställer rumsservice för företagets räkning släpper Mr. Burns loss flygande apor som häxan i Trollkarlen från Oz. Aporna flyger däremot inte utan kraschar. Scenen mellan Homer och Klink om hur hans liv skulle vara om han gift med Mindy är en referens till Livet är underbart och En julsaga. När Homer möter Mindy i hissen och försöker att inte tänka sexiga tankar föreställer han sig Barney i en bikini och nynnar ledmotivet till  I Dream of Jeannie. Homer försöker berätta för Mindy varför de inte kan träffas men han kan inte läsa vad han skrivit på sin hand så han citerar omedvetet Nam Myoho Renge Kyo. Det är en referens till Akbar & Jeff där samma händelse ägt rum. När Homer svettas säger han att han svettas som Roger Ebert. I badrummet sjunger Homer en egen version av Mandy. Homer säger i avsnittet att Mindy gillar nog inte heller gilar Ziggy. Barry Whites låt "Can't Get Enough of Your Love, Babe" spelas i sista scenen med Homer och Marge. När Bart får glasögon säger optikern att Menachem Begin hade likadana.

## Mottagande
Avsnittet hamnade på plats 24 över mest sedda program under veckan med ett Nielsen ratings på 12.7, och var det mest sedda på Fox under veckan. Under 2003 placerades avsnittet på tionde plats i Entertainment Weeklys lista över de 25 bästa avsnitten. och  The Daily Telegraph anser att avsnittet är en av de tio bästa. Nancy Basile från About.com har kallat avsnittet för en av de tjugo bästa avsnitten eftersom Pfeiffer är elegant och vacker samtidigt som frågan om äktenskapsbrott hanteras på ett sätt som bara Simpsons kan. Även om Homer överväger att vara otrogen är han sympatisk och oskyldig. Robert Canning på IGN kallar avsnittet för smart, gripande och roligt. Han har sagt att de gjort ett bra jobb som visar Homers kamp med att ta itu och flörta med en medarbetare.
Författarna till boken I Can't Believe It's a Bigger and Better Updated Unofficial Simpsons Guide, Warren Martyn och Adrian Wood har kallat avsnittet för en bra handling. Colin Jacobson på DVD Movie Guide har sagt att det är givet att Homer är trogen Marge men i avsnittet visas tecken att han faller för Mindy. Delen med att Bart behandlas som en nörd är roligare än kärlekshistorien. Current Film har kallat avsnitt som underhållande. Bill Gibron på DVD Talk anser att avsnittet inte är ett avsnitt för att ladda en fest med, men att det ger insikt i det mänskliga hjärtat. Kay Daly har kallat avsnittet för en av de finaste från säsongen. Matt Groening anser att det är ett fantastiskt avsnitt och har mycket roligt i sig. David Mirkin har hyllat Mulas manus. I en artikel från 2008 hos Entertainment Weekly placerades Pfeiffers medverkan på plats 16 i listan över de bästa gästskådespelarna. Hon finns också med på AOLs lista över de bästa gästskådespelarna. Brett Buckalew på Metromix Indiana anser att Pfeiffer gör utan tvekan den bästa gästmedverkan i seriens historia. Från Total Film har Nathan Ditum placerat Pfeiffer på plats 15 över de bästa gästskådespelarna i seriens historia.